# Silvia Baylé
Silvia Baylé (ur. 10 kwietnia 1949 w Buenos Aires) – argentyńska aktorka i reżyserka. 
W Polsce znana jest z roli Socorro (właśc. Amparo Rodríguez alias Socorro Soco de García Parapuchino), z argentyńskiej telenoweli Zbuntowany anioł, produkowanej w latach 1998-1999 przez argentyński kanał TeLeFe.

## Filmografia[1]

### Filmy
| rok  | tytuł                                                             | jako            | twórcy                                                       | twórcy                  | gatunek                       |
|      |                                                                   |                 | scenariusz                                                   | reżyseria               |                               |
| ---- | ----------------------------------------------------------------- | --------------- | ------------------------------------------------------------ | ----------------------- | ----------------------------- |
| 1980 | Desde el abismo (pol. Z odchłani)                                 | –               | Fernando Ayala, Teresa Gondra i Eduardo Gudino Kieffer       | Fernando Ayala          | Dramat filmowy                |
| 1986 | Perros de la noche (pol. Wilki nocy)                              | Rosita          | Pedro Espinosa, Teo Kofman i Enrique Medina                  | Teo Kofman              | Dramat filmowy                |
| 1987 | Chau, papá (pol. Pa, tato)                                        | –               | Alberto Adellach i Ricardo Alventosa                         | Ricardo Alventosa       | Dramat filmowy                |
| 2000 | Acrobacias del corazón (pol. Serca skoki)                         | María           | María Teresa Costantini                                      | María Teresa Costantini | dramat romantyczny            |
| 2001 | Bagno (tyt. oryg. La Ciénaga)                                     | Mercedes        | Lucrecia Martel                                              | Lucrecia Martel         | komediodramat                 |
| 2002 | Sin intervalo (pol. Bez przerwy)                                  | –               | María Teresa Costantini                                      | María Teresa Costantini | Dramat romantyczny            |
| 2003 | La cruz del sur (pol. Krzyż południa)                             | Mercedes        | Gustavo Fontán (współpraca), Jorge Goldenberg i Pablo Reyero | Pablo Reyero            | Dramat filmowy                |
| 2003 | Cautiva (pol. Urzekająca)                                         | Adela de Quadri | Gaston Biraben                                               | Gaston Biraben          | Dramat filmowy                |
| 2003 | No sos vos, soy yo (pol. To nie ty, to ja)                        | matka Javier    | Cecilia Dopazo i Juan Taratuto                               | Juan Taratuto           | komediodramat                 |
| 2004 | Buenos Aires 100 kilómetros (pol. 100 kilometrów do Buenos Aires) | –               | Pablo José Meza                                              | Pablo José Meza         | Dramat filmowy                |
| 2005 | Bliźnięta (tyt. oryg. Géminis)                                    | Olga            | Albertina Carri i Santiago Giralt                            | Albertina Carri         | Dramat filmowy                |
| 2007 | Aminga, de un pueblo a la ciudad (pol. Ze wsi do miasta)          | –               | Carlos Chumbita, Paola Fernández i Martino Zaidelis          | Martino Zaidelis        | dramat (Film krótkometrażowy) |
| 2012 | De Martes a Martes (pol. Od wtorku do wtorku)                     | –               | Gustavo Triviño                                              | Gustavo Triviño         | dramat                        |
| 2016 | Angelita la doctora (pol. Dr. Andżelika)                          | –               | –                                                            | Helena Tritek           | –                             |

### Seriale TV
| rok       | tytuł                                      | jako              | odcinków | odcinków   | gatunek                                 |
|           |                                            |                   | tych, w których wystąpiła                                                                                                | wszystkich |                                         |
| --------- | ------------------------------------------ | ----------------- | --- | ---------- | --------------------------------------- |
| 1980      | Coraje de querer                           | Guadalupe         | 3 | 79         | telenowela                              |
| 1981      | Los especiales de ATC                      | –                 | Były to odcinki Proceso a Jesús (pol. i Sprawa Boga) Proceso a cuatro monjas (pol. Sprawa czterech zakonnic)             | 37         | Dramat filmowy                          |
| 1981      | El Rafa                                    | –                 | 17 | 20         | telenowela                              |
| 1982      | Las 24 horas                               | –                 | Był to odcinek Veinticuatro horas antes del estreno (pol. Doba przed premierą)                                           | 44         | Dramat filmowy                          |
| 1983      | Sola                                       | Nonina            | 29 | 29         | telenowela                              |
| 1983      | Amada                                      | Josefa            | 19 | 19         | telenowela                              |
| 1984      | Lucía Bonelli                              | Nilda             | 39 | 39         | telenowela                              |
| 1985      | Maria (tyt. oryg. María de nadie)          | Corita            | 38 | 219        | telenowela                              |
| 1985      | Extraños y amantes                         | Carmencita        | 29 | 29         | telenowela                              |
| 1988      | Mi nombre es Coraje                        | Celia             | 39 | 219        | telenowela                              |
| 1991      | Cosecharás tu siembra                      | Micaela           | 31 | 120        | telenowela                              |
| 1993-1994 | Alta comedia                               | –                 | Były to odcinki La baronesa de los aromos (pol. Baronowa z aromosa) oraz Un amor como ninguno (pol. Miłość niezwyczajna) | 104        | telenowela                              |
| 1995      | Sheik                                      | Laura             | 120 | 120        | telenowela, dreszczowiec                |
| 1997-1998 | Valeria (tyt. oryg. Ricos y famosos)       | Rosa              | 175 | 175        | telenowela                              |
| 1998      | Verano del '98                             | Rita              | 3 | 605        | telenowela, komedia romantyczna         |
| 1998      | La condena de Gabriel Doyle                | Marta             | – | 8          | –                                       |
| 1998-1999 | Zbuntowany Anioł                           | Socorro de García | 270 | 270        | telenowela, komedia romantyczna         |
| 2000      | Los médicos (de hoy)                       | Alicia            | 159 | 160        | Dramat filmowy                          |
| 2001      | Młodzieńcza miłość (tyt. oryg. Enamorarte) | Nelly de Serrano  | 129 | 130        | Dramat filmowy, tajemniczy, romantyczny |
| 2002      | Ostatnia minuta (tyt. oryg. Tiempofinal)   | –                 | – | 69         | kryminał, tajemniczy, dreszczowiec      |
| 2002      | Infieles                                   | –                 | 1 | 5          | Dramat filmowy                          |
| 2007      | Zabójczynie (tyt. oryg. Mujeres asesinas)  | matka Claudii     | Był to odcinek Claudia, herida (pol. Zraniona Claudia)                                                                   | 78         | kryminał, dramat                        |
| 2008      | Don Juan y su bella dama                   | Alicia Correa     | 102 | 139        | telenowela                              |
| 2009      | Herencia de amor                           | Ángela            | 3 | 272        | Dramat filmowy                          |
| 2013      | Historias de corazón                       | –                 | Był to odcinek La mujer deseada (pol. Pożądania niewiasta)                                                               | 30         | Dramat filmowy                          |